# 9K31 Strela-1
O 9K31 Strela-1 (em russo:  9К31 "Стрела-1"; em português:  Flecha) é um sistema de defesa antiaérea desenvolvido pela União Soviética. Ele recebe da OTAN a designação SA-9 "Gaskin". Montado em cima de um blindado BRDM-2, ele dispara mísseis terra-ar 9M31.

## Fotos

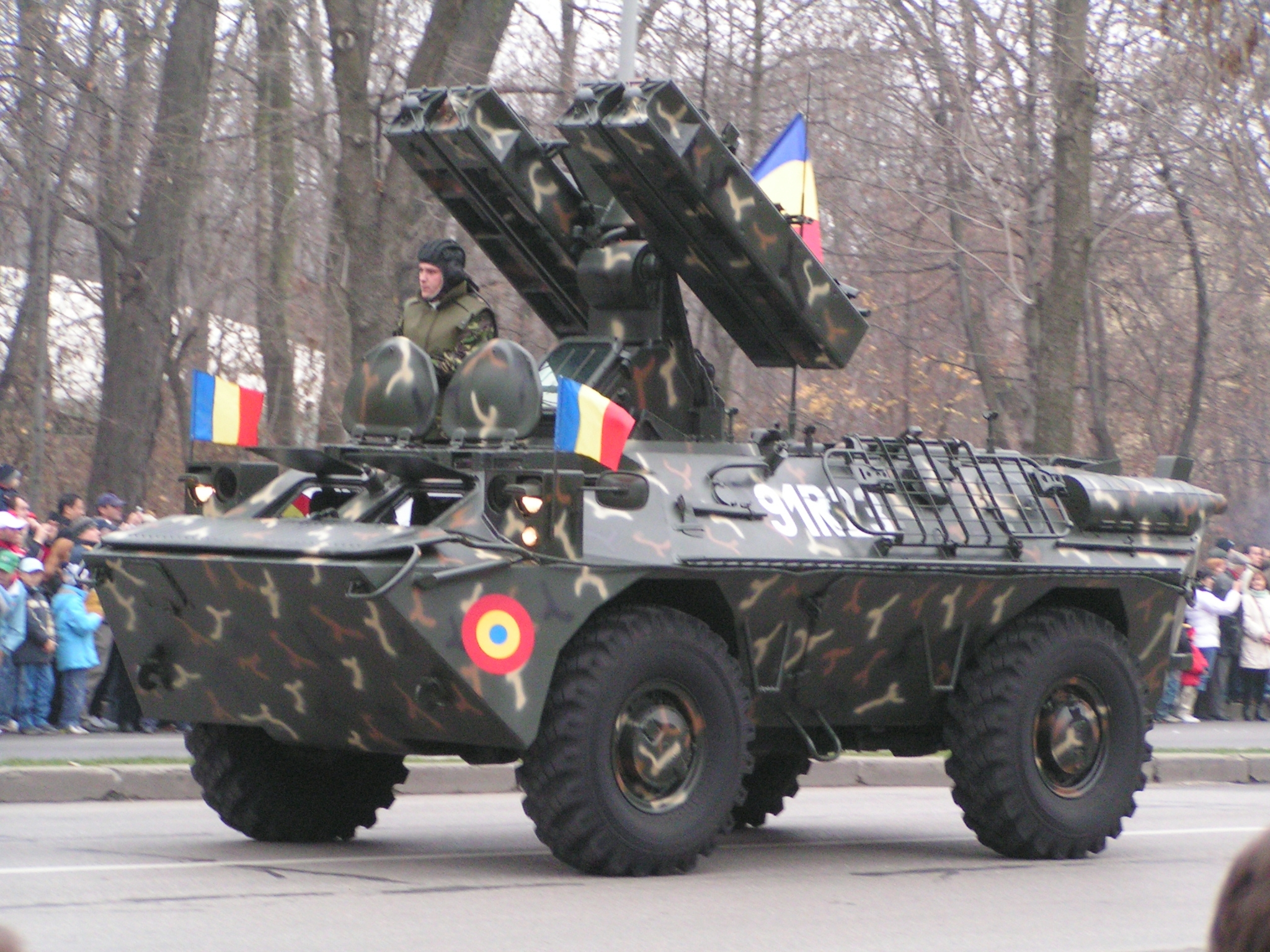
O modelo CA-95, adaptado pela Romênia.
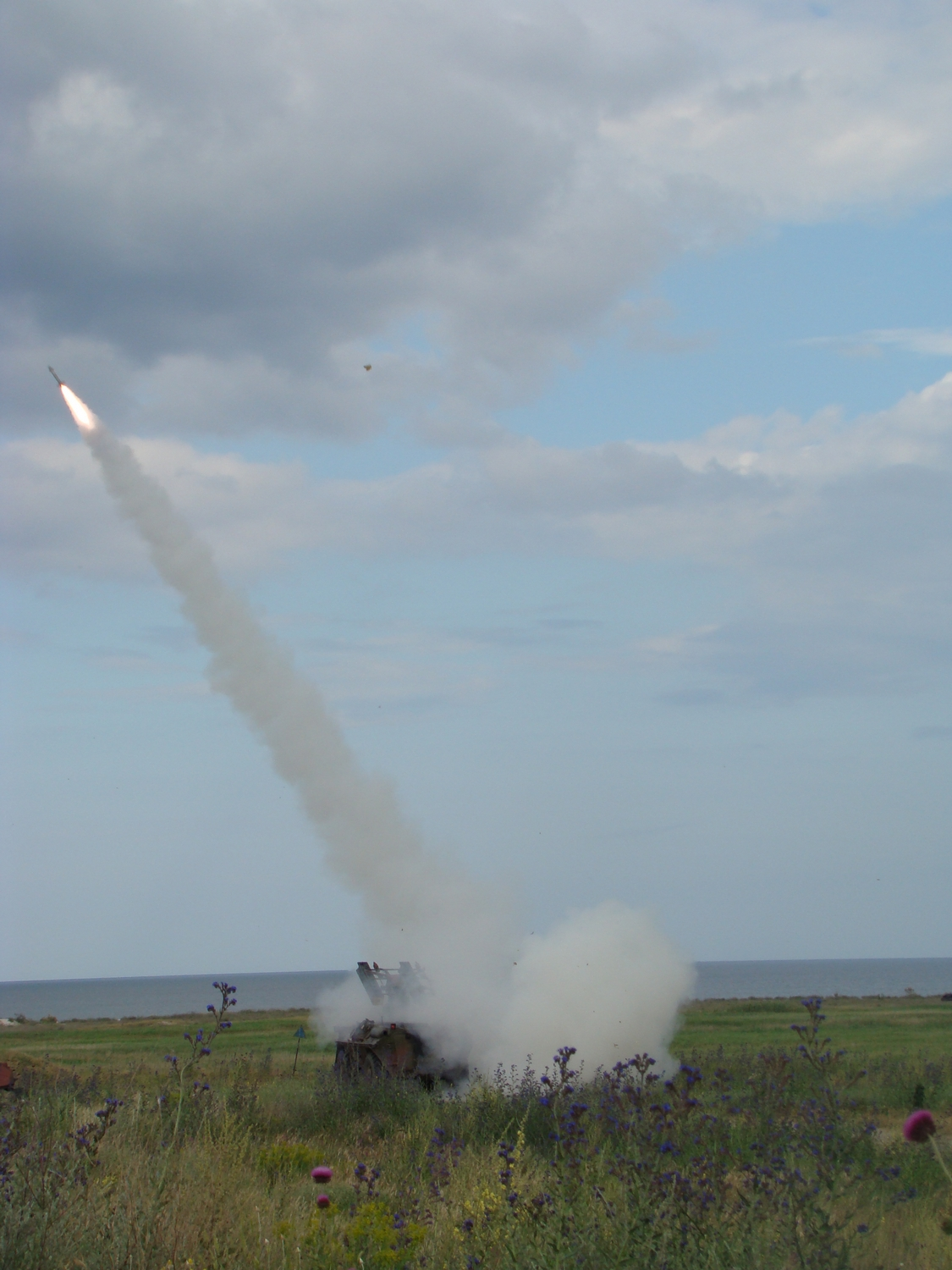
O míssil 9M31 sendo disparado.
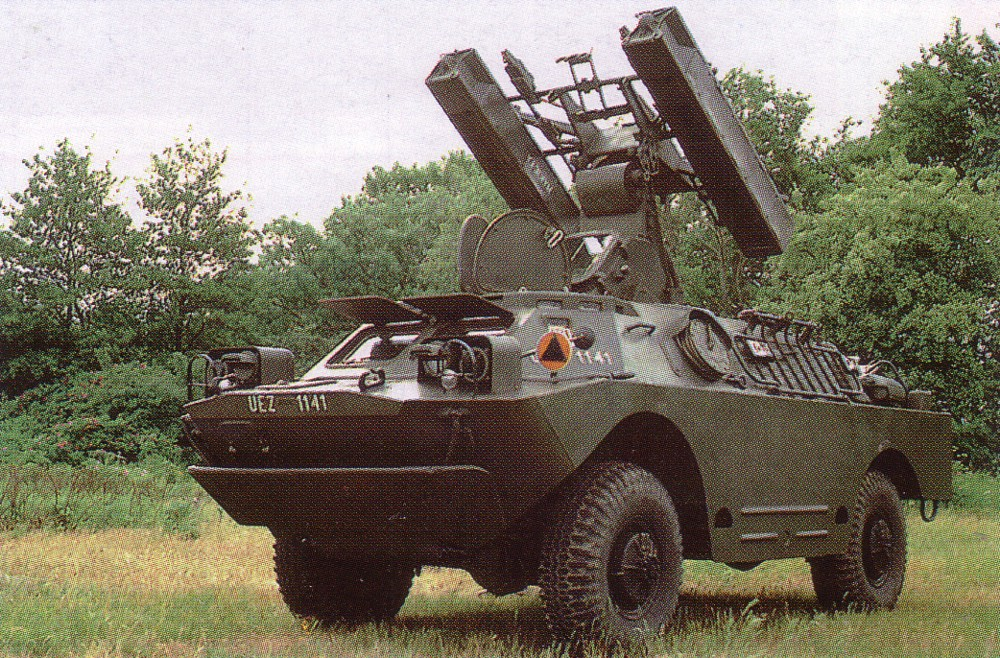
O 9K31.